# زویی فیتسیو
زویی فیتسیو (انگلیسی: Zoi Fitsiou؛ زادهٔ ۱۴ سپتامبر ۱۹۹۵) قایقران روئینگ زن اهل یونان است.
وی در مسابقات کشوری و بین‌المللی در مجموع برندهٔ ۴ مدال نقره، ۱ مدال برنز شده است.